# Miguel Ángel Neira
Miguel Ángel Neira (Hualqui, 9 oktober 1952) is een voormalig profvoetballer uit Chili, die gedurende zijn carrière vooral speelde als linkermiddenvelder. Hij werd in 1983 uitgeroepen tot Chileens voetballer van het jaar.

## Clubcarrière
Neira speelde clubvoetbal in Chili, voor achtereenvolgens Huachipato, Unión Española, CD O'Higgins en Universidad Católica. Bij die laatste club sloot hij in 1987 zijn loopbaan af met de landstitel.

## Interlandcarrière
Neira speelde 45 officiële interlands voor Chili, en scoorde vier keer voor de nationale ploeg in de periode 1976-1985. Hij maakte zijn debuut in de thuiswedstrijd tegen Uruguay (0-0) op 6 oktober 1976, net als Enzo Escobar, Mario Salinas, Nelson Sanhueza en Gustavo Moscoso.
Neira nam met Chili deel aan het WK voetbal 1982 in Spanje, waar hij scoorde vanaf de strafschopstip in de derde en laatste groepswedstrijd tegen Algerije (3-2 nederlaag). Neira maakte eveneens deel uit van de Chileense selectie bij de strijd om de Copa América 1979.
| Interlands van Miguel Ángel Neira voor Chili | Interlands van Miguel Ángel Neira voor Chili | Interlands van Miguel Ángel Neira voor Chili | Interlands van Miguel Ángel Neira voor Chili | Interlands van Miguel Ángel Neira voor Chili | Interlands van Miguel Ángel Neira voor Chili |
| №                                            | Datum                                        | Wedstrijd                                    | Uitslag                                      | Competitie                                   | Goals                                        |
| -------------------------------------------- | -------------------------------------------- | -------------------------------------------- | -------------------------------------------- | -------------------------------------------- | -------------------------------------------- |
| 1                                            | 06 Oct 1976                                  | Chili – Uruguay                              | 0–0                                          | Copa Juan Pinto Duran                        |                                              |
| 2                                            | 13 Oct 1976                                  | Argentinië – Chili                           | 2–0                                          | Vriendschappelijk                            |                                              |
| 3                                            | 13 Jun 1979                                  | Chili – Ecuador                              | 0–0                                          | Vriendschappelijk                            |                                              |
| 4                                            | 21 Jun 1979                                  | Ecuador – Chili                              | 2–1                                          | Vriendschappelijk                            |                                              |
| 5                                            | 11 Jul 1979                                  | Chili – Uruguay                              | 1–0                                          | Copa Juan Pinto Duran                        |                                              |
| 6                                            | 18 Jul 1979                                  | Uruguay – Chili                              | 2–1                                          | Copa Juan Pinto Duran                        |                                              |
| 7                                            | 08 Aug 1979                                  | Venezuela – Chili                            | 1–1                                          | Copa América                                 |                                              |
| 8                                            | 15 Aug 1979                                  | Colombia – Chili                             | 1–0                                          | Copa América                                 |                                              |
| 9                                            | 29 Aug 1979                                  | Chili – Venezuela                            | 7–0                                          | Copa América                                 |                                              |
| 10                                           | 05 Sep 1979                                  | Chili – Colombia                             | 2–0                                          | Copa América                                 |                                              |
| 11                                           | 05 Dec 1979                                  | Chili – Paraguay                             | 1–0                                          | Copa América                                 |                                              |
| 12                                           | 10 Mar 1981                                  | Chili – Colombia                             | 1–0                                          | Vriendschappelijk                            |                                              |
| 13                                           | 19 Apr 1981                                  | Chili – Peru                                 | 3–0                                          | Vriendschappelijk                            |                                              |
| 14                                           | 24 May 1981                                  | Ecuador – Chili                              | 0–0                                          | WK-kwalificatie                              |                                              |
| 15                                           | 07 Jun 1981                                  | Paraguay – Chili                             | 0–1                                          | WK-kwalificatie                              |                                              |
| 16                                           | 21 Jun 1981                                  | Chili – Paraguay                             | 3–0                                          | WK-kwalificatie                              | Goal                                         |
| 17                                           | 05 Jul 1981                                  | Chili – Spanje                               | 1–1                                          | Vriendschappelijk                            |                                              |
| 18                                           | 15 Jul 1981                                  | Uruguay – Chili                              | 0–0                                          | Vriendschappelijk                            |                                              |
| 19                                           | 05 Aug 1981                                  | Peru – Chili                                 | 1–2                                          | Vriendschappelijk                            |                                              |
| 20                                           | 26 Aug 1981                                  | Chili – Brazilië                             | 0–0                                          | Vriendschappelijk                            |                                              |
| 21                                           | 23 Mar 1982                                  | Chili – Peru                                 | 2–1                                          | Vriendschappelijk                            |                                              |
| 22                                           | 30 Mar 1982                                  | Peru – Chili                                 | 1–0                                          | Vriendschappelijk                            |                                              |
| 23                                           | 18 May 1982                                  | Chili – Roemenië                             | 2–3                                          | Vriendschappelijk                            |                                              |
| 24                                           | 17 Jun 1982                                  | Oostenrijk – Chili                           | 1–0                                          | WK-eindronde                                 |                                              |
| 25                                           | 20 Jun 1982                                  | Chili – West-Duitsland                       | 1–4                                          | WK-eindronde                                 |                                              |
| 26                                           | 24 Jun 1982                                  | Algerije – Chili                             | 3–2                                          | WK-eindronde                                 | Goal                                         |
| 27                                           | 28 Apr 1983                                  | Brazilië – Chili                             | 3–2                                          | Vriendschappelijk                            |                                              |
| 28                                           | 06 Feb 1985                                  | Chili – Paraguay                             | 1–0                                          | Vriendschappelijk                            |                                              |
| 29                                           | 08 Feb 1985                                  | Chili – Finland                              | 2–0                                          | Vriendschappelijk                            |                                              |
| 30                                           | 21 Feb 1985                                  | Chili – Colombia                             | 1–1                                          | Vriendschappelijk                            |                                              |
| 31                                           | 24 Feb 1985                                  | Chili – Peru                                 | 1–2                                          | Vriendschappelijk                            |                                              |
| 32                                           | 03 Mar 1985                                  | Ecuador – Chili                              | 1–1                                          | WK-kwalificatie                              |                                              |
| 33                                           | 09 Mar 1985                                  | Peru – Chili                                 | 1–1                                          | Vriendschappelijk                            |                                              |
| 34                                           | 17 Mar 1985                                  | Chili – Ecuador                              | 6–2                                          | WK-kwalificatie                              |                                              |
| 35                                           | 24 Mar 1985                                  | Chili – Uruguay                              | 2–0                                          | WK-kwalificatie                              |                                              |
| 36                                           | 07 Apr 1985                                  | Uruguay – Chili                              | 2–1                                          | WK-kwalificatie                              |                                              |
| 37                                           | 14 May 1985                                  | Argentinië – Chili                           | 2–0                                          | Vriendschappelijk                            |                                              |
| 38                                           | 21 May 1985                                  | Chili – Brazilië                             | 2–1                                          | Vriendschappelijk                            |                                              |
| 39                                           | 08 Jun 1985                                  | Brazilië – Chili                             | 3–1                                          | Vriendschappelijk                            |                                              |
| 40                                           | 09 Oct 1985                                  | Paraguay – Chili                             | 0–0                                          | Vriendschappelijk                            |                                              |
| 41                                           | 17 Oct 1985                                  | Chili – Uruguay                              | 1–0                                          | Vriendschappelijk                            | Goal                                         |
| 42                                           | 19 Oct 1985                                  | Chili – Paraguay                             | 0–0                                          | Vriendschappelijk                            |                                              |
| 43                                           | 27 Oct 1985                                  | Chili – Peru                                 | 4–2                                          | WK-kwalificatie                              |                                              |
| 44                                           | 29 Oct 1985                                  | Chili – Paraguay                             | 0–0                                          | Vriendschappelijk                            |                                              |
| 45                                           | 17 Nov 1985                                  | Chili – Paraguay                             | 2–2                                          | WK-kwalificatie                              |                                              |

## Erelijst
Huachipato
- Primera División (Chili)

1974
 Unión Española
- Primera División (Chili)

1977
 Universidad Católica
- Primera División (Chili)

1984, 1987
- Copa Chile

1983, 1984 (Copa República)
- Chileens voetballer van het jaar

1983